# Гарбахаррей
Гарбаха́ррей (сомал. Garbahaareey, араб. جربهاري‎) — город в Сомали, расположен в провинции Гедо. Административный центр области и одноимённого района. Вокруг города высится горный хребет Гогол.

## История
С ноября 2006 губернатором провинции стал Ав-Хирси, Аден Ибрагим, получивший образование в американских университетах и привлекавший к преобразованиям региона международные организации. Он вступил в конфликт с исламистскими силами и в 2008 году вынужден был подать в отставку. В 2008 году губернатором стал Хуссейн Исмаил, но позднее Харакат аш-Шабаб, заняв провинцию, установила своего губернатора.
3 мая 2011 года несколько часов подряд шла перестрелка между бойцами Ахлу-Сунна валь-Джамаа (при поддержке солдат ПФП) и бойцами Аш-Шабаба. Город перешёл под контроль Ахлу-Сунна валь-Джамаа и ПФП. 3 бойца Ахлу-Сунна валь-Джамаа и 23 бойца Аш-Шабаба во время перестрелки были убиты. Во время боёв лидер Ахлу-Сунна валь-Джамаа в регионе Гедо Шейх Хасан Шейх Ахмед (также известный как Qoryoley) также был ранен..

## Знаменитые жители города
Мохамед Сиад Барре, бывший президент Сомали, утверждал, что родился в Гарбахаррее.